# Sparganothis praecana
Sparganothis praecana es una especie de polilla del género Sparganothis, tribu Sparganothini, familia Tortricidae. Fue descrita científicamente por Kennel en 1900.

## Descripción
La envergadura es de 20-28 milímetros.

## Distribución
Se distribuye por Europa: Rusia, Noruega, Finlandia y Austria.